# Aldo Ronconi
Aldo Ronconi (20 september 1918 – 12 juni 2012) was een Italiaans wielrenner.

## Levensloop en carrière
Ronconi werd prof in 1940. In 1946 werd hij Italiaans kampioen op de weg en won een rit in de Ronde van Italië. In 1947 won hij een rit in de Ronde van Frankrijk.

## Resultaten in voornaamste wedstrijden
| Jaar | Ronde van Italië | Ronde van Frankrijk | Ronde van Spanje |
| ---- | ---------------- | ------------------- | ---------------- |
| 1940 | 40e              |                     |                  |
| 1941 |                  |                     |                  |
| 1942 |                  |                     |                  |
| 1943 |                  |                     |                  |
| 1946 | 5e               |                     |                  |
| 1947 |                  | 4e (1)              |                  |
| 1948 |                  | opgave              |                  |
| 1949 |                  |                     |                  |
| 1950 | 13e              |                     |                  |
| 1951 |                  |                     |                  |

| Jaar | Milaan-San Remo | Ronde van Lombardije |
| ---- | --------------- | -------------------- |
| 1940 | 29e             | 16e                  |
| 1941 |                 | 16e                  |
| 1942 |                 | 7e                   |
| 1943 | 25e             |                      |
| 1946 | 16e             |                      |
| 1947 |                 |                      |
| 1948 | 43e             | 19e                  |
| 1949 | 68e             |                      |
| 1950 |                 |                      |
| 1951 | 75e             |                      |